# Цибулівська сотня (Уманський полк)
Цибулівська сотня (1649—1660-ті рр)  — підрозділ Уманського полку. Сотенний центр — містечко Цибулів (нині смт Уманського р-ну Черкаської обл.)
За «Реєстром» 1649 року мала 216 козаків, сотника Івана Гродзенка, який у 1654 році був наказним полковником уманським. До сотні також належали містечка Іванків та Конела. 
У списках 1654 року сотня вже не значилась.